# Fløjaltertavle
En fløjaltertavle er en altertavle, som er et skab med to eller flere åbninger eller fløje, der indeholder f.eks. billedskærerarbejder eller malerier af religiøse motiver.
Kan fløjene lukkes er de ofte prydet med malerier på ydersiden.
Af moderne skabere af fløjaltertavler kan nævnes Arne Haugen Sørensen og Adi Holzer.